# Ангакусаяуджук: Ученик шамана
Ангакусаяуджук: Ученик шамана (англ. Angakusajaujuq: The Shaman's Apprentice) — канадский короткометражный анимационный фильм 2021 года, снятый режиссёром Захариасом Кунуком. В центре фильма история о бабушке и внучке, которые отправляются в подземный мир, чтобы исцелить заболевшего молодого охотника.
Фильм был выпущен вместе с детской книжкой с картинками, написанной Кунуком и проиллюстрированной Меган Кьяк-Монтейт. Книга была опубликована на английском и инуктитуте; последнее издание получило премию Indigenous Voices Awards в 2021 году.
Премьера состоялась в 2021 году на Международном фестивале анимационных фильмов в Анси, где он получил премию ФИПРЕССИ. Премьера фильма в Канаде состоялась в 2021 году на Международном кинофестивале в Торонто, где он получил награду за лучший канадский короткометражный фильм.
Фильм был включен в первоначальный список номинантов на премию Оскар за лучший анимационный короткометражный фильм на 94-й церемонии вручения премии Оскар, а в 2022 г. получил премию Canadian Screen Award за лучший анимационный короткометражный фильм на 10-й церемонии Canadian Screen Awards.